# Conservenblik

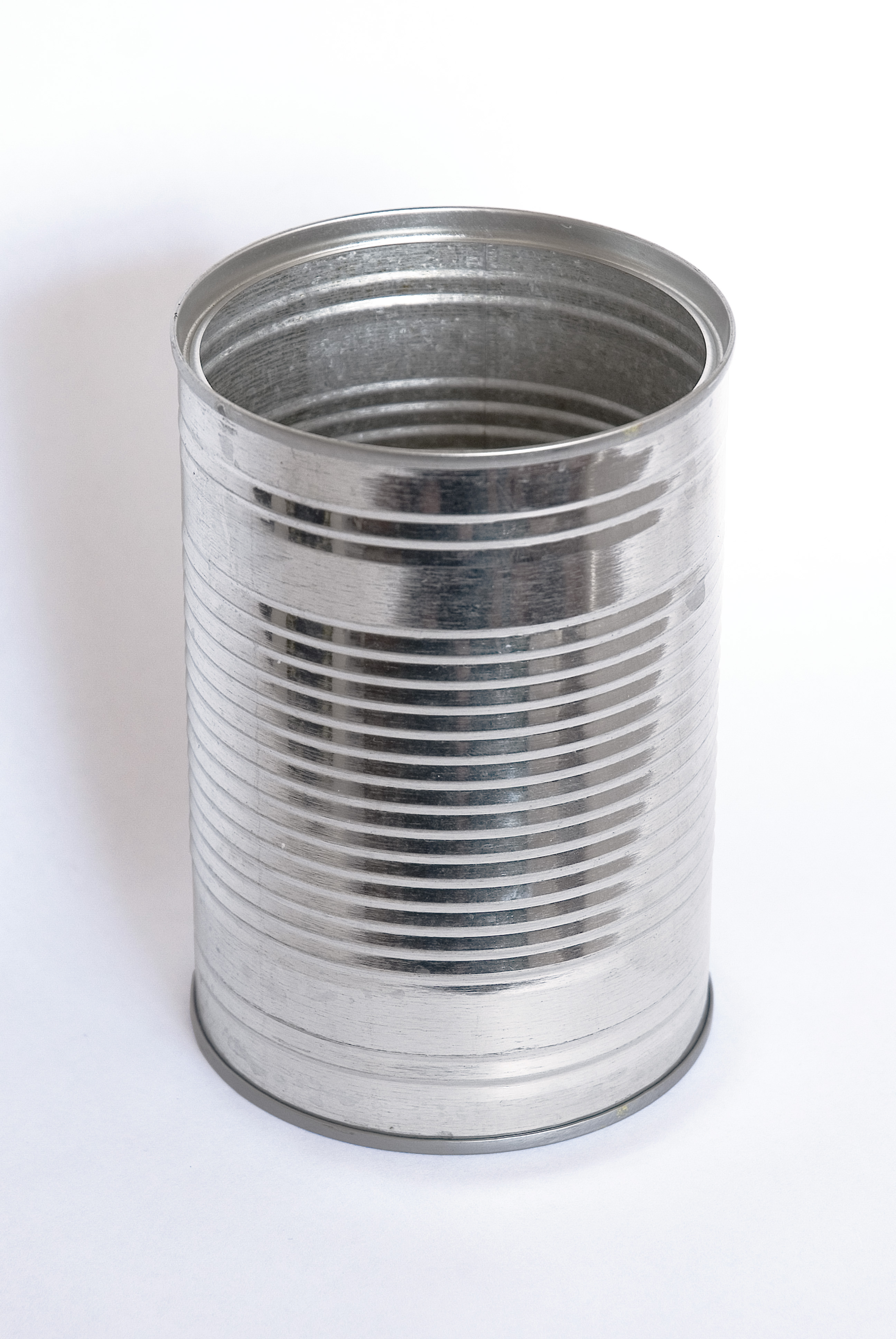
Leeg conservenblik

Een conservenblik (ook wel als 'een blik' aangeduid) is een  gesloten cilindervormige of doosvormige metalen verpakking waarin voedsel zit. Doordat er geen lucht bij kan, blijft het voedsel na sterilisatie bij hoge temperatuur, lang houdbaar.

## Inhoud
De inhoud van een conservenblik kan velerlei zijn, de bekendste zijn:
- groente, zoals sperziebonen of doperwten,
- fruit, gemengd fruit of ananas,
- vlees, zoals cornedbeef,
- vis, zoals stukjes tonijn,
- soep,
- ragout,
- diervoeding, zoals kattenvoer en hondenvoer.

Als een blik beschadigd blijkt te zijn en lekt, of wanneer het bol staat, moet het weggegooid worden. Er is dan een gevaar voor voedselvergiftiging (bijvoorbeeld botulisme).

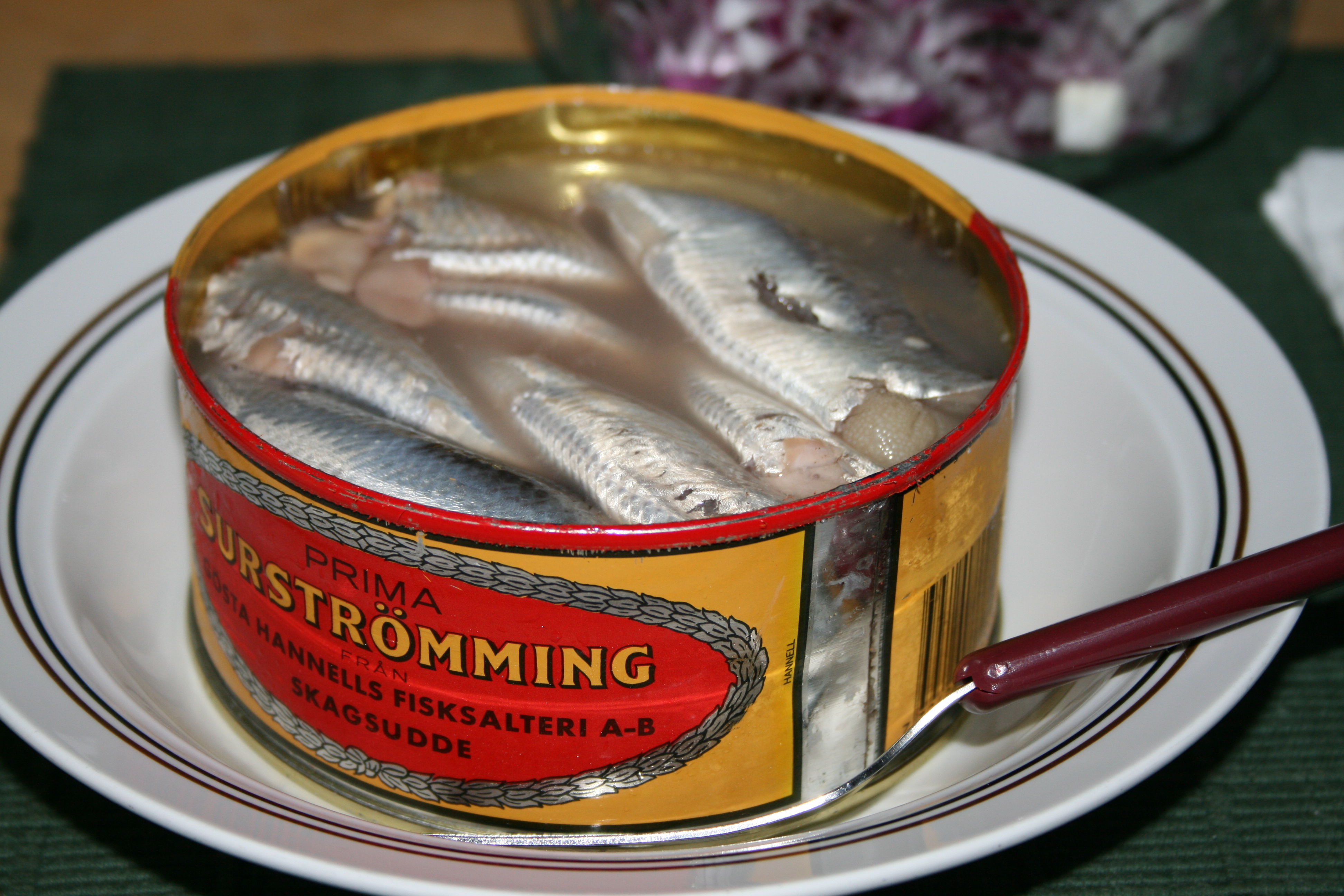
Surströmming in blik

## Geschiedenis

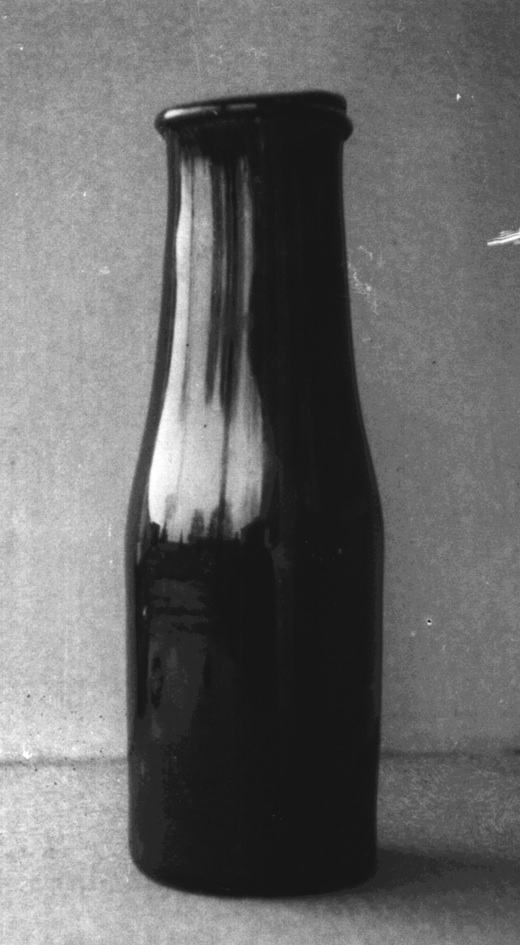
Conservenfles van Appert

De behoefte aan geconserveerd voedsel kwam vanuit de scheepvaart en met name de marine. Voedselvergiftiging en ondervoeding waren grote gevaren aan boord van de schepen en het conserveren van voedsel bood hier de oplossing voor. De basis voor het conservenblik werd in 1809 gelegd door de Fransman Nicolas Appert. Bij Apperts methode werden echter glazen flessen gebruikt. In 1810 vond de Brit Peter Durand het metalen conservenblik uit en kreeg ook het patent erop. Echter de eigenlijke uitvinder ervan was Philippe de Girard.
Aanvankelijk werden conservenblikken dichtgesoldeerd wat gezondheidsrisico's met zich mee bracht vanwege de aanwezigheid van lood in soldeer. 
De eerste conservenblikken waren zware trommels die moeilijk te openen waren, met messen of zelfs beitels. Pas nadat blikken van dunner metaal werden gemaakt, zo'n 50 jaar later, werden er ook speciale blikopeners ontwikkeld. Tegenwoordig zijn er veel blikken die zonder opener kunnen worden geopend door aan een lipje te trekken.

## Techniek
De meeste blikken worden in drie delen gemaakt : een cirkelvormige boven- en onderkant, en een cilindervormige zijkant. Het is ook mogelijk om de zijkant en onderkant uit één stuk metaal te trekken, waarna enkel nog het deksel er op gemonteerd te worden. Het hermetisch afsluiten van een blik wordt felsen genoemd.
De zijkant is gegolfd of heeft ribbels om voor stevigheid te zorgen en om eventuele drukverschillen op te vangen. En om makkelijk persbaar te maken.
De binnenkant van een conservenblik bevat meestal een coating om het voedsel te beschermen. Dit was vroeger een metaallaagje of soms een soort verflaag, maar tegenwoordig is dat vrijwel altijd een kunststof laag.

## Standaard conservenblik
De meest voorkomende conservenblikken, gevuld met bruine bonen, sperziebonen, erwtensoep of een ander product, zijn blikken met een diameter van 10 cm en met een hoogte van 11 cm, zodat de inhoud hiervan, rekening houdend met de materiaaldikte van 0,25 mm, ongeveer 0,85 liter is. Op de wikkel van veel blikken staat, dat er 0,8 liter in zit, zodat de blikken niet tot de rand gevuld zijn. Dat is ook nodig, om het uitzetten van het product op te kunnen vangen. Verder moet er voldoende ruimte zijn om de spreiding in het vulproces op te vangen. Wanneer de inhoudsaanduiding is voorzien van een ℮-teken moet de gemiddelde inhoud van een verpakking uit de partij overeenkomen met de aanduiding; een wettelijk gelimiteerde afwijking naar boven of beneden is daarbij toegestaan. Is er geen ℮-teken afgedrukt, dan moet elke verpakking minimaal de aangegeven hoeveelheid bevatten.

### Plastic
Conservenblikken worden, net als drankblikjes, veelal voorzien van een plastic coating aan de binnenzijde. Dit is om een reactie tussen de inhoud en het aluminium of staal van een blikje te voorkomen, wat de smaak kan aantasten. Zonder plastic zou het metaal kunnen corroderen, waardoor giftige stoffen in de inhoud terecht komen. Hoge doseringen aluminium veroorzaken bij inname zenuwstelsel- en botproblemen.